# Hieracium laevigodentatum
Hieracium laevigodentatum es una especie de planta con flor del género Hieracium, de la familia Asteraceae, orden Asterales.

## Distribución
Hieracium laevigodentatum se distribuye por Francia, Andorra y España.

## Taxonomía
Fue descrita científicamente por Mateo.
Tratamiento taxonómico
La especie aparece registrada en una sección de la publicación Fl. Montiber.